# Adolf Melíšek
Adolf Melíšek, též Adolf Melišek (6. února 1876, Radava – 7. listopadu 1943, Radava), byl slovenský a československý politik a meziválečný senátor Národního shromáždění za Hlinkovu slovenskou ľudovou stranu.

## Biografie
Narodil se v Radavě v okresu Nové Zámky. V roce 1906 byl zvolen členem školské stolice Tekovské župy, od roku 1911 byl správcem potravinového družstva v Radavě. V letech 1919–1921 byl rychtářem v této obci. V letech 1933–1938 byl kronikářem Radavy. Od roku 1919 zasedal v župním výboru Tekovské župy a byl členem Zemědělské rady pro Slovensko v Bratislavě. Profesí byl rolníkem v Rendvě.
V parlamentních volbách v roce 1925 získal za HSĽS senátorské křeslo v Národním shromáždění. V senátu setrval do roku 1929.
Za druhé světové války byl veřejně a politicky aktivní na okupovaném území Slovenska, které po první vídeňské arbitráži připadlo Maďarsku. V roce 1940 se stal jedním z místopředsedů politické strany, která měla zastupovat etnickou slovenskou menšinu v Maďarsku. Ustavující sjezd této formace se konal 28. dubna 1940 v Budapešti (název subjektu uváděn jako Uherská slovenská křesťanská lidová strana). Adolf Melíšek se stal jedním z jejích místopředsedů, předsedou se stal další bývalý ľudácký senátor Michal Kalčok. Strana ale nezískala mezi etnickými Slováky výraznější ohlas. Jejím skutečným motivem totiž byla snaha maďarských úřadů politicky a národnostně rozdělit etnické Slováky žijící od roku 1938 v hranicích Maďarska. Dominantní pozici mezi etnickými Slováky v Maďarsku si i přes to udržela skupina okolo časopisu Slovenská jednota a z něj vzešlá Strana slovenskej národnej jednoty.